# أبو زيد راجح
أبوزيد حسن راجح (1 يناير 1926م، الزقازيق — 22 أكتوبر 2020م، القاهرة)، معماري ومخطط مدن مصري لقب بالمعماري الكبير وأستاذ الأجيال. شغل  راجح العديد من المناصب الرسمية منها رئيس مجلس إدارة بشـركة التعميـر والمسـاكن الشعبية، أول جهة حكومية تقوم ببناء الإسكان الاجتماعي، ورئيس لمجلس إدارة المركز القومى لبحوث الإسكان والبناء التابع إلى وزارة الإسكان، كما كان عضو بالمجالس التخصصية التابعة إلى رئاسة الجمهورية، وعضو المجلس الأعلى للتخطيط والتنمية العمرانية، وعضو لجنة العمارة بالمجلس الأعلى الثقافة. بالإضافة إلى عمله الرسمي، أسس  راجح مكتبه الخاص للاستشارات المعمارية والهندسية سنة 1958 مع المعماري حسن أنور، وقام بكتابة العديد من الأبحاث والكتب حول قضايا الإسكان والعمران، من أشهرها العمران المصري الذي نشر على جزئين.

## سيرته
ولد راجح بمدينة الزقاقيق بمحافظة الشرقية سنة 1926. هنا بدأت حياته الدراسية من مدرسة الزقازيق الابتدائية الأميرية 1936 – 1939، ليواصل مسيرته حتى الحصول على الثانوية العامة 1944م. إلتحق بعدها بكلية الهندسة، جامعة القاهرة، التي تخرج منها عام 1949م. واصل بعدها مسيرة الدراسات العليا بالحصول على درجة الماجيستير من جامعة هارفارد بالولايات المتحدة سنة 1951م، ثم درجة اه من جامعة إلينوى، أيضا بالولايات المتحدة سنة 1956م.

## الإسكان الاجتماعي
بعد حصوله على درجة اة، عاد راجح إلى مصر والتحق بشـركة التعميـر والمسـاكن الشعبية سنة 1958 كرئيـس لقسم التصـميم ثم مدير المشـروعات ثم نائب رئيس مجلس الإدارة ثم رئيس مجلس الإدارة لمدة خمس سنوات حتى سنة 1980. وخلال عمله بالشـركة أشرف على تصميـم وتنفيذ العديد من مشروعات الإسكان الاجتماعي القائمة على فكر وتصميمات مهندسين كعلى المليجي مسعود ومحمود رياض، ومنها المدن السكنية للعمال والموظفين (المستعمرات) الملحقة بكل من : السد العالي وشركة كيما بأسوان، وشركة الحديد والصلب بحلوان، ومصنع تكرير البترول بالسويس، ومساكن هيئة السكة الحديد بأبو زعبل. هذا بالإضافة إلى العديد من مشـروعات الإسـكان مثل مشـروع الألف مسـكن ومشـروع 23 يوليو للإسكان بالقاهرة وعواصم المحافظات.
قام  راجح بكتابة العديد من الأبحاث والمقالات حول مشاكل السكن وحلول لها، منها "إسکان الفقراء" (2017)، و"أنماط المساكن المتغيرة في القاهرة" (1985). هذا بالإضافة إلى عدة تقارير تمت كتابتها منذ التحاقه سنة 1983 بالمجالس المتخصصة برئاسة الجمهورية (شعبة العمارة والتعمير، مجلس الخدمات والتنمية الاجتماعية) عن سياسات إسكان محدودي الدخل، والإسكان العشوائي والهامشي والمقابر، وتحرير العلاقة بين المالك والمستأجر (الإيجار القديم)، والإسكان التعاوني.
انتقد  راجح سياسات الإسكان خلال فترة الرئيس المصري الأسبق حسني مبارك، واصفا إياها ب"الخاطئة وأدت إلى حدوث خلل عمرانى." فرأى راجح أن راجح أن فترة الخمسينات والستينات شهدت الاهتمام بمحدودى الدخل على مستوى الإسكان، فيما شهدت فترة السبعينات والثمانينات الاهتمام بالإسكان المتوسط بشكل أكبر، مشيرا إلى أن فترة التسعينات وحتى قبل ثورة يناير كان الاهتمام بالإسكان فوق المتوسط والفاخر، حيث تهمش اهتمام وزارة الإسكان بفئة محدودى الدخل.

## وصلات خارجية
- شركة الدراسات المتكاملة
- المجلس الأعلى للثقافة - لجنة العمارة
- جهاز التنسيق الحضاري - عاش هنا